# 陶邵學
陶邵学（？年—？年），字子政，又字子源，广东番禺县人。清末官员、诗人。

## 生平
光緒二十年（1894年）甲午恩科三甲進士；同年五月，授内阁中书。著有《颐巢类稿》。工诗，《晚晴簃诗汇》收其诗作六首。